# Hietasaari (Vaasa)
Hietasaari est une île abritant un parc au centre de Vaasa en Finlande.

## Présentation
Le parc est planté d'arbres, d'arbustes. De nouveaux arbres ont été plantés sur l'île dans les années 2010. 
Le parc offre des sièges et des tables pour pique-niquer.
Près de la plage, le café Hietasaaren Helmi ouvre durant la saison estivale.
Hietasaari dispose d'un sentier de randonnée et de places de stationnement pour les voitures.
Hietasaari dispose d'un petit port de plaisance.

## Plage d'Hietasaari
Hietasaari abrite une plage de 300 m de long qui est l'une des plus populaires de Vaasa.
Hietasaari est populaire auprès de tous les groupes d'âge. 
La rive sud est peu profonde et s'approfondit lentement, ce qui rend l'endroit particulièrement populaire pour les familles avec enfants. 
Les parties ouest et nord du littoral sont beaucoup plus escarpées. Dans ces zones, les profondeurs d'eau varient de 3 à 4 mètres à environ 10 à 15 mètres de la plage. 
Le fond marin est un mélange de sable et de gravier. 
Il y a plusieurs rochers à l'extrémité sud de la plage de sable.
En été, les surveillants de baignade veillent sur la plage de Hietasaari.